# 菊地勘左ェ門
菊地 勘左ェ門（きくち かんざえもん、1895年 - 1980年）は、日本の動物学者。
新潟県河崎村（現 佐渡市）生まれ。広島高等師範学校卒業後、1921年に富山県立富山高等女学校（富山県立富山いずみ高等学校）へ着任。旧制富山高等学校（現富山大学）助教授などを経て、魚津中学校（現富山県立魚津高等学校）校長、富山県立高岡中部高等学校校長を歴任。富山県博物学会初代会長。佐渡博物館館長、両津市教育長を歴任。

## 研究
富山湾の貝類研究の草分けで、コレクションの多くは富山市科学博物館に収蔵されている。貝類の他には甲殻類のエビ・カニ類の研究も行った。植物学にも通じていた。

## 参考
- 本間義治「菊池勘左エ門先生業績目録」佐渡博物館研究報告　第8集、P.3-5、1981年．
- ふしぎ新発見 重要な標本、良好に保存
- 菊池コレクション--富山を中心とした貝類--